# Hertig av Suffolk
Hertig av Suffolk, liksom earl och markis, är titlar, som burits inom några av den engelska högadelns mest ryktbara ätter. De förste earlerna av Suffolk (från 1337) tillhörde släkten Ufford, som utslocknade 1382, varpå earltiteln av Suffolk 1385 gavs åt Michael de la Pole. Den 4:e earlen av Suffolk inom denna ätt blev 1444 markis och 1448 hertig av Suffolk. 
Dennes sonson, Edmund de la Pole, nöjde sig, mot att återfå några av hans broder förverkade släktgods, med earltitel av Suffolk; efter hans avrättning 1513 gav Henrik VIII 1514 hertigtiteln av Suffolk åt sin gunstling och senare svåger Charles Brandon, vars ätt utdog på svärdssidan 1551. Titeln gavs samma år åt Henry Grey, som var måg till Brandon, och utslocknade vid dennes avrättning 1554. Earltitel av Suffolk förlänades 1603 åt Thomas Howard och bärs ännu inom dennes släkt.